# Dániel moszkvai fejedelem
Danyiil Alekszandrovics (magyarosan Dániel, oroszul: Дании́л Алекса́ндрович; Vlagyimir, Vlagyimiri Nagyfejedelemség, 1261 vége – Moszkva, Moszkvai Fejedelemség, 1303. március 4.), a Rurik-dinasztiából származó, első moszkvai fejedelem 1283 és 1303 között. I. Alekszandr vlagyimiri nagyfejedelem és Alekszandra Brjacsiszlavovna fia, két későbbi uralkodó, Jurij fejedelem és I. Iván nagyfejedelem apja. 1988-as szentté avatását követően Moszkvai Szent Dániel néven is ismeretes.

## Ifjúsága
Danyiil Alekszandr Nyevszkij vlagyimiri nagyfejedelem legkisebb fia volt. Nevét Dániel aszkétaszent tiszteletére kapta, és mivel az ő napja december 11-én van, a történészek feltételezése szerint Danyiil 1261 november-december környékén születhetett. Kétéves korában apja meghalt és végrendeletében ráhagyta az addig a Vlagyimiri Nagyfejedelemséghez tartozó kisvárost, Moszkvát. Danyiil hét évig a nagybátyjánál, Jaroszláv tveri fejedelemnél nevelkedett, városát pedig a Jaroszláv által kinevezett bojárok irányították.

## Uralkodása
Danyiil részt vett bátyjai, Dmitrij és Andrej vetélkedésében a Vlagyimiri Nagyfejedelemségért és a Novgorodi Köztársaság fölötti hatalomért. 1282-ben Szvjatoszláv tveri fejedelemmel együtt Andrej seregéhez csatlakozott, de a testvérek ekkor kibékültek, és vérontásra végül nem került sor. 1283-ban már Dmitrij pártjára állt, aki ezzel meg is szerezte a nagyfejedelemséget. Andrej az Arany Horda vezetőjéhez, Tode Möngke kánhoz fordult támogatásért, ennek következtében 1293-ban egy tatár sereg végigfosztogatta Dmitrij híveinek birtokait, közte Moszkvát is.
Dmitrij 1294-es halála után Danyiil vált az Andrej-ellenes moszkvai–perejaszlavli–tveri szövetség vezetőjévé. Miután Andrej 1296-ban vlagyimiri nagyfejedelem lett, kiéleződött a viszony az orosz hercegek között, ám egyházi közbenjárásra kibékültek egymással. Andrej még megpróbálta fegyverrel meghódítani Perejaszlavlt, de a moszkvai és tveri fejedelmek felvonulására letett szándékáról és újfent békét kötöttek.
Danyiil 1301-ben részt vett a dmitrovi fejedelmi találkozón, ahol rajta kívül Andrej nagyfejedelem, valamint I. Mihail tveri és a perejaszlavli hercegek próbálták elsimítani nézeteltéréseiket és véget vetni a testvér-háborúknak.
A Moszkvai Fejedelemség növekvő politikai súlyát jelezte, hogy 1296-ban felajánlották Danyiilnek a novgorodi fejedelmi címet. 1300-ban a rjazanyi fejedelemséggel került konfliktusba és fogságba ejtette annak uralkodóját, aki szabadságáért cserébe Kolomna városát ajánlotta fel. 1302-ben örökös nélkül meghalt a perejaszlavli fejedelem és birtokait nagybátyjára, Danyiil Alekszandrovicsra hagyta.
Danyiil Alekszandrovics végül 1303. március 4-én (vagy 17-én) halt meg, sírját illetően ellentmondanak a források, vagy az Arhangelszkij-székesegyházban vagy a Danyilov-kolostorban temették el.

## Házassága és családja
Gyermekei:
- Jurij Danyilovics (1281 körül –1325), apáját követvén moszkvai és vlagyimiri nagyfejedelem
- Iván Danyilovics (1288—1340), testvérét követvén moszkvai és vlagyimiri nagyfejedelem
- Alekszandr Danyilovics (–1322)
- Afanaszij Danyilovics (–1322), novgorodi fejedelem
- Borisz Danyilovics (–1320), kosztromai részfejedelem
- Fedora Danyilovna, Jaroszláv Romanovics rjazanyi fejedelem felesége

## Emlékezete
1652-ben az orosz ortodox egyház felemelte Danyiil testét, de csak 1791-ben avatták szentté, mint istenfélő, példamutató életű fejedelmet. Emléknapja március 4-én és augusztus 30-án van (a régi naptár szerint).
Nevét viseli az általa alapított Danyilov-kolostor, Danyilov városa a jaroszlavli területen és számos közterület. 1988-ban egyházi kitüntetést neveztek el róla. 1997-ben emlékművet állítottak neki Moszkvában. Moszkvai Szent Dániel az orosz hadsereg utászainak védőszentje.